# Austral (moneda)
El austral fue la moneda de curso legal de la República Argentina desde el 15 de junio de 1985 hasta el 31 de diciembre de 1991, cuando se efectuó la transición al peso convertible. Su símbolo era una ₳ con doble línea horizontal.
La corta duración de su vigencia fue producto de la inflación argentina que devino en hiperinflación de 1989 y 1990, la transformó en la segunda moneda más efímera que Argentina tuvo en su historia.

## Historia
La dictadura más larga de la historia argentina había dejado una incontrolable crisis económica, caracterizada por una inflación anualizada de 600% en el último trimestre de 1983, un déficit fiscal que ascendía al 11% del PBI, reservas internacionales casi inexistentes y una deuda externa impagable. Ante la grave crisis el entonces presidente, Raúl Alfonsín, había firmado el decreto en 1985, anunciando un nuevo plan económico (llamado Plan Austral) de su Ministro de Economía, Juan Vital Sourrouille, para contener una inflación que venía siendo creciente. Básicamente, el plan consistía en el control de precios. Fue así que a mediados de 1985, la Argentina conocía su nueva moneda en cadena nacional, iniciada con un discurso breve del presidente Alfonsín para luego darle paso al citado ministro.
El plan incluyó la creación de una nueva moneda, equivalente a 1000 pesos argentinos, a 10 millones de pesos ley, a 1000 millones de pesos moneda nacional y a 25 000 millones de pesos moneda corriente. Al momento del lanzamiento, el dólar estadounidense cotizaba a $800, por lo cual, con la quita de tres ceros, pasó a cotizar a 80 centavos de austral. En un principio el esquema pareció exitoso para contener la alzada inflacionaria y, al mismo tiempo, no frenar el crecimiento económico, pero hacia 1986 comenzó a perder rápidamente su valor respecto al dólar, y nunca logró recuperarse. El programa terminó en los hechos cuando hacia 1988, un rebrote inflacionario forzó a crear un nuevo plan económico (denominado Plan Primavera), que finalmente no lograría evitar el estallido hiperinflacionario que se daría al año siguiente, y terminaría con la renuncia de Alfonsín y en una transición adelantada al presidente electo Carlos Menem.
En ese mismo año, el austral se llegó a depreciar un 5000% anual con respecto al dólar. Frente a la llegada de la convertibilidad, alcanzó a cotizar a 7000 unidades por dólar. El nuevo Ministro de Economía, Domingo Cavallo, generó entonces una devaluación que llevó la cotización a ₳10 000 por USD. Es a este valor que, en 1991, el austral fue reemplazado por una nueva unidad monetaria, el peso convertible, quitando cuatro ceros a la divisa.
Originalmente se emitieron monedas por ½, 1, 5, 10, y 50 centavos y billetes por 1, 5, 10, 50 y 100 australes. Pero a medida que la inflación fue avanzando, se empezaron a emitir valores mucho más grandes; se llegaron a emitir monedas de 1000 australes y billetes de 500 000 australes. Una curiosidad es que entre 1989 y 1990, debido a la hiperinflación, debieron emitirse billetes provisionales de emergencia de 10 000, 50 000 y 500 000, cuya emisión consistió básicamente en reutilizar las planchas de impresión de los Pesos Ley 18.188 resellados a australes. De esta manera, los australes multiplicaron los ceros a medida que crecía la inflación, pero también duplicaron la cantidad de billetes y monedas que se usaron en esos días. La implementación del peso convertible disminuyó literalmente el grosor del bolsillo de los argentinos que pasó de 12 billetes distintos a sólo seis.
Los billetes de las distintas denominaciones de australes llevaron la imagen de doce presidentes argentinos, en el mismo orden en que ejercieron ese cargo; desde Bernardino Rivadavia llegando hasta Manuel Quintana. En el reverso se adoptó la imagen del Progreso, que había sido utilizada en los billetes de pesos moneda nacional.

## Billetes

### Definitivos
| Denominación (₳)              | Color principal | Figura principal           |
| ----------------------------- | --------------- | -------------------------- |
| 1 austral (1985-1991)         | Turquesa        | Bernardino Rivadavia       |
| 5 australes (1985-1991)       | Marrón          | Justo José de Urquiza      |
| 10 australes (1985-1991)      | Azul            | Santiago Derqui            |
| 50 australes (1985-1991)      | Violeta         | Bartolomé Mitre            |
| 100 australes (1985-1991)     | Rojo            | Domingo Faustino Sarmiento |
| 500 australes (1988-1991)     | Verde claro     | Nicolás Avellaneda         |
| 1000 australes (1988-1991)    | Magenta         | Julio Roca                 |
| 5000 australes (1989-1991)    | Marrón claro    | Miguel Juárez Celman       |
| 10 000 australes (1989-1991)  | Azul oscuro     | Carlos Pellegrini          |
| 50 000 australes (1989-1991)  | Verde oliva     | Luis Sáenz Peña            |
| 100 000 australes (1990-1991) | Marrón claro    | José Evaristo Uriburu      |
| 500 000 australes (1990-1991) | Negro           | Manuel Quintana            |

### Provisional
| Denominación (₳)              | Color principal | Figura principal      |
| ----------------------------- | --------------- | --------------------- |
| 1 austral (1985-1987)         | Verde agua      | José de San Martín    |
| 5 australes (1985-1987)       | Rojo violáceo   | Juan Bautista Alberdi |
| 10 australes (1985-1987)      | Azul marino     | Manuel Belgrano       |
| 10 000 australes (1989-1991)  | Cian            | José de San Martín    |
| 50 000 australes (1989-1991)  | Verde oliva     | José de San Martín    |
| 500 000 australes (1990-1991) | Negro           | José de San Martín    |

## Monedas
| Denominación   | Periodo   | Reverso                          | Diámetro | Material |
| -------------- | --------- | -------------------------------- | -------- | -------- |
| ½ centavo      | 1985      | Hornero                          | 19 mm    | Latón    |
| 1 centavo      | 1985-1987 | Ñandú                            | 20 mm    | Latón    |
| 5 centavos     | 1985-1988 | Puma                             | 23 mm    | Latón    |
| 10 centavos    | 1985-1989 | Escudo de la República Argentina | 21 mm    | Latón    |
| 50 centavos    | 1985-1989 | Libertad                         | 23 mm    | Latón    |
| 1 austral      | 1989      | Cabildo de Buenos Aires          | 20 mm    | Aluminio |
| 5 australes    | 1989      | Casa de Tucumán                  | 22 mm    | Aluminio |
| 10 australes   | 1989      | Casa del Acuerdo                 | 22 mm    | Aluminio |
| 100 australes  | 1989-1991 | Escudo de la República Argentina | 21 mm    | Aluminio |
| 500 australes  | 1990-1991 | Escudo de la República Argentina | 23 mm    | Aluminio |
| 1000 australes | 1990-1991 | Escudo de la República Argentina | 24 mm    | Aluminio |

### Participación en Series Iberoamericanas
| Serie                                         | Motivo                                         | Año  | Valor facial | Material  |
| --------------------------------------------- | ---------------------------------------------- | ---- | ------------ | --------- |
| I: V centenario del descubrimiento de América | Las Columnas de Hércules sobre la "Mar Océana" | 1991 | ₳ 1000       | Plata 925 |